# أثاناريك
أثاناريك أو أتاناريك هو ملك قبيلة الطرونجة القوطية، واجه الرومان و الهون والمتمردين المسيحيين ووصف بكونه أول ملك للقوط الغربيين الذين استقروا في هسبانيا. ذكر أول مرة في سنة 369 بعد أن واجه الإمبراطور فالنس في نوفيودونوم في داقية. في عصره اعتنق العديد من أفراد قبيلته الطرونجة المسيحية الأريوسية فيما أثار هذا امتعاضه، حيث اعتبرها اساءة للآلهة القوطية، وحسب ما ذكره المؤرخ سوزومن قام أثاناريك بقتل 300 مسيحي من قبيلته، دخل فيما بعد في صراع مع فريتيجيرن، أحد زعماء القوط الذي تحالف مع الرومان واعتنق المسيحية، هزم أثاناريك أمامهم ليهرب مع مواليه من داقية، لكن بسبب توغل الهون نحو جبال كارباثيا اضطر للعودة إلى داقية ولعقد اتفاقية صلح مع الإمبراطور ثيودوسيوس الأول في سنة 381 مقابل إعلان الولاء له، قتل أثاناريك لاحقا من زعماء قبيلته ليقوموا بتنصيب ألاريك الأول كملك مكانه.